# Marc Aaronson
Marc Aaronson (24. srpna 1950 Los Angeles, Kalifornie – 30. dubna 1987 Kitt Peak, Arizona) byl americký astronom, který se zabýval zejména přesnějším určením Hubbleovy konstanty H0 použitím Tullyho–Fisherova vztahu, studiem hvězd bohatých na uhlík a rychlostí a rozmístěním takových hvězd v trpasličích sférických galaxiích.
Na jeho počest je pojmenována planetka 3277 Aaronson.